# Bongi Mbonambi
Mbongeni Theo Mbonambi (Bethlehem, 7 gennaio 1991) è un rugbista a 15 sudafricano, che gioca nel ruolo di tallonatore negli Sharks in United Rugby Championship. Nel 2019 e nel 2023 ha vinto la Coppa del Mondo di rugby con il Sudafrica.

## Biografia
Mbonambi si formò nelle giovanili dei Griffons fino ai sedici anni per poi passare ai Blue Bulls. Nel 2011 partecipò alla Varsity Cup, competizione nazionale di rugby universitario, con la selezione del Politecnico di Tshwane. Fece il suo esordio professionistico con i Blue Bulls giocando tre partite della stagione 2012 della Vodacom Cup. Nello stesso anno debuttò anche in Super Rugby con la franchigia dei Bulls, entrando dalla panchina nella partita contro i Crusaders. Ritornò a disputare la Varsity Cup nel 2013, vincendola con la rappresentativa dell'Università di Pretoria. Al termine della stagione 2014, si trasferì a Western Province ed agli Stormers; con la franchigia di Città del Capo arrivò fino ai quarti di finale del Super Rugby 2015, mentre con la squadra provinciale raggiunse la finale di Currie Cup persa con i Golden Lions. Dopo due ulteriori eliminazioni ai quarti di finale patite nel 2016 e nel 2017 con gli Stormers, poté festeggiare il suo primo titolo in carriera con la conquista della Currie Cup 2017 con Western Province.
Mbonambi prese parte al Campionato mondiale giovanile di rugby 2011 con la selezione sudafricana under-20. Nel 2016 fu convocato nel Sudafrica dal nuovo commissario tecnico Allister Coetzee, il quale lo fece debuttare nel terzo ed ultimo incontro con l'Irlanda, durante il tour estivo dei britannici. La medesima stagione internazionale lo vide ottenere altre cinque presenze con la nazionale tra The Rugby Championship ed test-match autunnali. Nell'annata 2017 prese parte alle amichevoli estive contro la Francia disputate durante la tournée dei transalpini e, successivamente, scese in campo tre incontri del The Rugby Championship 2017. Dopo 12 caps ottenuti subentrando dalla panchina, giocò la sua prima partita da titolare contro l'Italia nel novembre 2017, nella quale segnò anche la sua prima meta in nazionale. Nel 2018, nonostante la nomina di Rassie Erasmus a ct degli Springboks, cementò la sua presenza nella rappresentativa sudafricana mancando solo due incontri in tutto l'anno.

## Palmarès
- Coppe del mondo: 2
Sudafrica: 2019, 2023
- Challenge Cup: 1
Sharks: 2023-24
- Currie Cup: 1
Western Province: 2017